# لاقون منقط
لاقون منقط أو سالول منقط (الاسم العلمي: )، حشرة خاضلة مفترسة من غمديات الأجنحة وفصيلة السالوليات.

## الوصف
تألف غابات الصنوبر واحراجه. خنافسها تعيش على بعض أوراق النباتات البرية وعلى إبر الصنوبر. يرقاتها تعيش على المواد الخشبية المنحلة وعلى ما تقتنصه من الحشرات الدنيا. جسمها متوسط القد، يطول من 13 إلى 21 مم. ثوبها أسود اللون تعلوه حراشف فضية شديدة الصغر تبدو كالنقط. رأسها كبير الجرم. فكاها ضليعان. عيناها صغيرتان. زباناها خيطيان. ظهرانها مستدير الطرف اللاحف. أرساغها خماسية العقلز الأنثى أكبر قدًا من الذكر وأكمد ثوبًا منه وأقصر زباناً.

## التوزيع والموئل
هذا النوع يمكن العثور عليه في بلدان البحر الأبيض المتوسط، أوروبا الوسطى، القوقاز، القرم، وفي الشرق الأدنى وفي شمال أفريقيا.